# Neelix
Neelix, är en fiktiv rollfigur i Star Treks universum, som porträtteras av Ethan Phillips i TV-serien Star Trek: Voyager. Neelix tillhör släktet Talaxianer.

## Biografi
Neelix lever i deltakvadranten som köpman och handlar skrot, men han är också en händig mångsysslare. Första gången han kommer i kontakt med USS Voyager är när han hjälper Kathryn Janeway att ta hand om Kazon Ogla. Neelix erbjuds efter det att bli en i besättningen på skeppet, dels för hans händighet men kanske främst för sin lokala kännedom. Neelix stora kärlek Kes blir sedan också en del av USS Voyagers besättning. 
Kort efter sin ankomst på USS Voyager  utnämner Neelix sig själv till kock och gör om ett parti av mässen till kök. Hans kulinariska kunskaper tilltalar till en början inte besättningen men efter ett tag lär både Neelix och besättningen att anpassa sig. 
För att underlätta kontakter med nya civilizationer tog dessutom Neelix på sig uppgiften som moralofficer. Detta medförde vissa diplomatiska uppgifter för att minimera missförstånd vid politiska möten.